# Catar nos Jogos Olímpicos de Verão de 1984
O Catar competiu nos Jogos Olímpicos de Verão de 1984, realizados em Los Angeles, Estados Unidos.